# Карой Балжаї
Карой Балжаї (угор. Balzsay Károly; нар. 23 липня 1979, Кечкемет) — угорський професійний боксер, чемпіон світу за версією WBO (2009) і за версією WBA (2011-2012) в другій середній вазі, срібний призер чемпіонату Європи (2002), учасник Олімпійських ігор 2004.

## Аматорська кар'єра
На чемпіонаті Європи 1998 в категорії до 71 кг програв в першому бою Адріану Д'якону (Румунія).
На чемпіонаті світу 1999 програв в першому бою Фредеріку Естер (Франція).
2000 року на чемпіонаті Європи програв в першому бою Аднану Чатич (Німеччина).
На Олімпійських іграх 2000 програв в першому бою Порнчай Тонгбуран (Таїланд) — 12-17.
2002 року на чемпіонаті Європи в категорії до 75 кг Балжаї переміг Хосе Єбеса (Іспанія), Івана Деркаченко (Молдова), у чвертьфіналі — Лучіана Буте (Румунія) — 34-14, у півфіналі — Мамаду Джамбанга (Франція), а в фіналі програв Олегу Машкіну (Україна) — 17-31.
2003 року на чемпіонаті світу програв в першому бою Джавіду Тагієву (Азербайджан).
На Олімпійських іграх 2004 Балжаї переміг Моххамеда Сахрауая (Туніс), а потім програв Йорданісу Деспан (Куба) — 25-38.

## Професіональна кар'єра
Професійну кар'єру розпочав у кінці 2004 року. Його тренером став відомий німецький спеціаліст Фріц Здунек. 11 вересня 2004 року Балжаї провів перший бій на профірингу. За час з 2004 по 2008 роки провів 19 переможних боїв, здобув титул інтерконтинентального чемпіона за версією WBO в другій середній вазі.
10 січня 2009 року зустрівся в бою за титул чемпіона світу за версією WBO з непереможним російським боксером Денисом Інкіним (34-0, 24KO), який проводив перший захист титула. Результатом бою стала перемога Балжаї одностайним рішенням, який став новим чемпіоном світу.
Балжаї провів один вдалий захист титула, а 22 серпня 2009 року програв Роберту Штігліцу (Німеччина) технічним рішенням в 10-му раунді.
В наступному бою за титул інтерконтинентального чемпіона за версією WBO Балжаї знов зазнав невдачі в бою проти непереможного Едуарда Гуткнехта (Німеччина) (17-0, 7KO).
26 серпня 2011 року в Донецьку відбувся бій Карой Балжаї — Станіслав Каштанов (Україна) за вакантний титул чемпіона світу за версією WBA. Поєдинок, який пройшов в напруженій боротьбі, завершився перемогою угорця розділеним рішенням, який став дворазовим чемпіоном світу.
21 квітня 2012 року Балжаї переміг Дмитра Сартисона (Німеччина) і завершив кар'єру.